# 西北橡膠塑料研究設計院
西北橡膠塑料研究設計院（英語：Northwest Rubber & Plastics Institute），在1965年，由當時化工部設立，前身為「化工部西北橡胶工业制品研究所」。
現時由中國化工橡膠總公司（中國化工集團公司旗下）全資擁有。
現時業務在中國內地經營从事橡胶密封制品、橡胶专用材料、橡塑制品的研究、开发和生产。總部位於陕西省咸阳市西华路2号，院長為乐贵强。

## 連結
- FastRubber.com （页面存档备份，存于）